# Aloe stricta
Aloe stricta é uma espécie de liliopsida do gênero Aloe, pertencente à família Asphodelaceae.